# Halice ulcisor
Halice ulcisor är en kräftdjursart som beskrevs av J. L. Barnard 1971. Halice ulcisor ingår i släktet Halice och familjen Pardaliscidae. Inga underarter finns listade i Catalogue of Life.